# أليكس كامبل
أليكس كامبل هو سياسي كندي، ولد في 12 يناير 1933 في كندا. حزبياً، نشط في الحزب الليبرالي في جزيرة الأمير إدوارد ‏. وقد انتخب رئيس وزراء جزيرة الأمير إدوارد ‏ (28 يوليو 1966 – 18 سبتمبر 1978).